# Live: Walmart Soundcheck (Jonas-Brothers-Album)
Live: Walmart Soundcheck ist das erste Live-Album der US-amerikanischen Band Jonas Brothers. Es wurde am 10. November 2009 veröffentlicht und von Degree Girl präsentiert.

## Entstehung und Veröffentlichung
Das Livealbum wurde unmittelbar vor Beginn der Jonas Brothers World Tour 2009 am 16. Mai 2009 im El Rey Theatre in Los Angeles aufgenommen, zusammen mit der Live-Band der Jonas Brothers. Es wurde nur eine limitierte Auflage des Albums hergestellt und exklusiv von Walmart in den Vereinigten Staaten und Puerto Rico verkauft. In Deutschland ist das Album nur im Online-Store iTunes mithilfe einer sogenannten Walmart Soundcheck-App erhältlich, mit der man dann auch Zugriff auf sämtliche andere Soundcheck-Veröffentlichungen des Konzerns hat. Das Musikalbum erschien zeitgleich mit dem gleichnamigen der amerikanischen Künstlerin Demi Lovato, die ebenfalls bei Hollywood Records unter Vertrag steht, da die Mutter The Walt Disney Company gute Geschäftsbeziehungen zu dem Walmart-Konzern unterhält.

## Titelliste
Das Album besteht aus einer Live-CD und einer DVD.

### CD
1. S.O.S.
2. Poison Ivy
3. Lovebug
4. Paranoid
5. Turn Right
6. Burnin’ Up

### DVD
1. S.O.S.
2. Poison Ivy
3. Lovebug
4. Paranoid
5. Turn Right
6. Burnin’ Up
7. exklusives Interview mit der Band (Exclusive All Access Interview)

## Inhalt
Auf der CD befinden sich ein Song aus dem zweiten, zwei Songs aus dem dritten Album und drei Lieder aus Lines, Vines and Trying Times. Auf der DVD sind die gleichen Lieder enthalten, ergänzt um ein All Access Interview, in welchem die Band Fragen beantwortet und Einblicke in ihr Leben liefert.

## Chartplatzierungen
Das Album konnte sich in den USA auf Platz 139 der Charts platzieren.
| ChartsChartplatzierungen       | Höchstplatzierung | Wochen |
| ------------------------------ | ----------------- | ------ |
| Vereinigte Staaten (Billboard) | 139 (2 Wo.)       | 2      |